# Magnetomiografie
Magnetomiografia este o modalitate de a investigare a activității neurale prin folosirea unor dispozitive ce detectează câmpul magnetic produs de curenții bioelectrici musculari. Rezultatul este o magnetomiogramă.